# Fabia Eudocia
Pour les articles homonymes, voir Eudocia, Eudoxie et Fabia.
Fabia Eudocia est une impératrice byzantine, première femme de l’empereur Héraclius. 

## Biographie
Originaire de la province d'Afrique, fille d’un propriétaire terrien nommé Rogas et de sa femme Proba - fille de Probus et de sa femme Aviena, petite-fille paternelle d’Areobindus (fils de Flavius Areobindus Dagalaiphus Areobindus et de sa femme Anicia Juliana) et de sa femme Georgia et peut-être la petite-fille-maternelle mais certainement une relative proche de Rufius Magnus Faustus Avienus et de sa femme Barbara -, elle est fiancée à Héraclius alors que celui-ci réside dans la province auprès de son père, exarque de Carthage à partir de l’an 600 environ. Portant à l’origine le nom latin de Fabia, elle en change pour le nom grec d’Eudocia (ou Eudoxie).
Avant le renversement de l’empereur Phocas par Héraclius en octobre 610, elle réside un temps en Cappadoce, province d’origine de son fiancé, auprès de la mère de celui-ci, Épiphania. Le 5 octobre 610, jour même de l’exécution de Phocas, leur mariage est célébré et les deux époux couronnés successivement en la chapelle Saint-Étienne du palais impérial de Constantinople, par le patriarche Serge Ier. Fabia Eudocia donna deux enfants à Héraclius : 
- Eudocia (ou Épiphania), née le 7 ou 11 juillet 611 dans le palais d’Hiéreia, sur la rive asiatique du Bosphore, fiancée entre 625 et 631 avec un prince turc, mort au combat en 631, et mariée avec Harbis Ier, roi des Khazars de 630 à 640 ;
- Héraclius Constantin, futur empereur Constantin III, né le 3 mai 612 dans le palais de Sophianæ, dans la banlieue de Constantinople.

L’impératrice meurt le 12 ou 13 août de la même année, dans le palais des Blachernes, à Constantinople, au cours crise d'épilepsie, et est enterrée dans l’église des Saint-Apôtres à Constantinople. Ses funérailles solennelles sont entachées d’un terrible acte de barbarie, rapporté par le patriarche Nicéphore : une jeune servante qui s’amusait par étourderie à cracher depuis une hauteur atteignit par mégarde la dépouille mortelle de l’impératrice, transportée dans les rues de la capitale ; la malheureuse a été saisie et brûlée vive.

## Sources
- Christian Settipani, Continuité des élites à Byzance durant les siècles obscurs. Les Princes caucasiens et l’Empire du VIe au IXe siècle, 2006 [détail des éditions].